# Sơn ca huyệt hung
Sơn ca huyệt hung, tên khoa học Pinarocorys erythropygia, là một loài chim trong họ Alaudidae.
Loài chim này được tìm thấy ở miền tây và miền trung châu Phi từ Mali, Guinea và Sierra Leone đến miền đông Sudan, Nam Sudan và tây bắc Uganda. Môi trường sống tự nhiên của chúng là thảo nguyên khô.